# Mychal Thompson
Mychal George Thompson (Nassau, 30 de janeiro de 1956) é um ex-jogador de basquete bahamês-norte-americano que foi duas vezes campeão da NBA jogando pelo Los Angeles Lakers (1987 e 1988).